# Makin
Makin er navnet på en kæde af øer, som ligger i Stillhavet og udgør en del af østaten Kiribati, nærmere bestemt i Gilbertøerne.

## Geografi
Makin ligger 6 km nordøst for den nordøstligste spids af Butaritari (cirkelrev) og 6,9 km fra den lille ø Namoka. Det er et lineært rev 12,3 km langt i nord-sydgående retning med fem småøer, hvoraf de to største er beboet (Makin og Kiebu). Den tredjestørste og sydligste, Onne, er også beboelig. Denne række af øer er de nordligste af Gilbertøerne, og de 3. nordligste i ønationen Kiribati (kun Teraina og Tabuaeran i Linjeøerne ligger mere nordligt). Makin er ikke en rigtig atol, men da den største og nordligste af småøerne, som også hedder Makin, har en næsten landfast lagune, 0,3 km² stor og kun forbundet med det åbne hav gennem en 15 meter bred kanal (med en vejbro over), kan den anses for at være degenereret atol. Kiebu, den næststørste ø, har en mindre fuldstændig landfast lagune på den østlige side, der er omkring 80 meter bred (og har et areal om ½ ha) og ligger 60 meter fra åbent hav. 
Da den nærliggende Butaritari blev kaldt Makin Atollen af det amerikanske militærblev stedet tidligere kaldt Makin Meang eller Lille Makin for at adskille den fra den større atol. Men nu hvor Butaritari er blevet det foretrukne navn for denne større atol er der en tendens til at droppe "lille" foran Makin.
Gilbertøerne ses sommetider som den sydlige forsættelse af Marshalløerne, som ligger nordnordvest for dem. Den nærmeste ø i Marshalløerne, Nadikdik Atollen, ligger 290 km nordnordvest for Makin.
Makin Airport, som ligger umiddelbart nordøst for hovedstaden mellem lagunen og havet har ICAO kode NGMN og IATA kode MTK.
Makin har et landareal på 6,7 km² og en befolkning på 2.385 (folketællingen i 2005), som er delt mellem to landsbyer.

### Øer
- Aonbike
- Kiebu
- Makin
- Onne
- Tebua Tarawa

### Landsbyer
| Makin | 1.834 indbyggere |
| Kiebu | 551 indbyggere   |

### Klima
Klimaet er meget lig det på den nærliggende Butaritari atol, med frodig vegetation og kraftig nedbør. Den gennemsnitlige årlige nedbør er på omkring 4.000 mm, sammenlignet med omkring 2.000 mm på Tarawa Atollen og 1.000 mm i det sydligste Kiribati. Nedbøren på Makin er højere under en El Niño.

## Historie
De Forenede Stater anvendte formentlig sin "Guano Islands Act" til at gøre krav på Makin og Butaritari. Under 2. Verdenskrig blev slaget om Makin udkæmpet på Makin Atollen (Butaritari) fra 20. november til 24. november 1943.

3°23′00″N 173°00′00″Ø / 3.38333°N 173.00000°Ø